# نیکولا توست

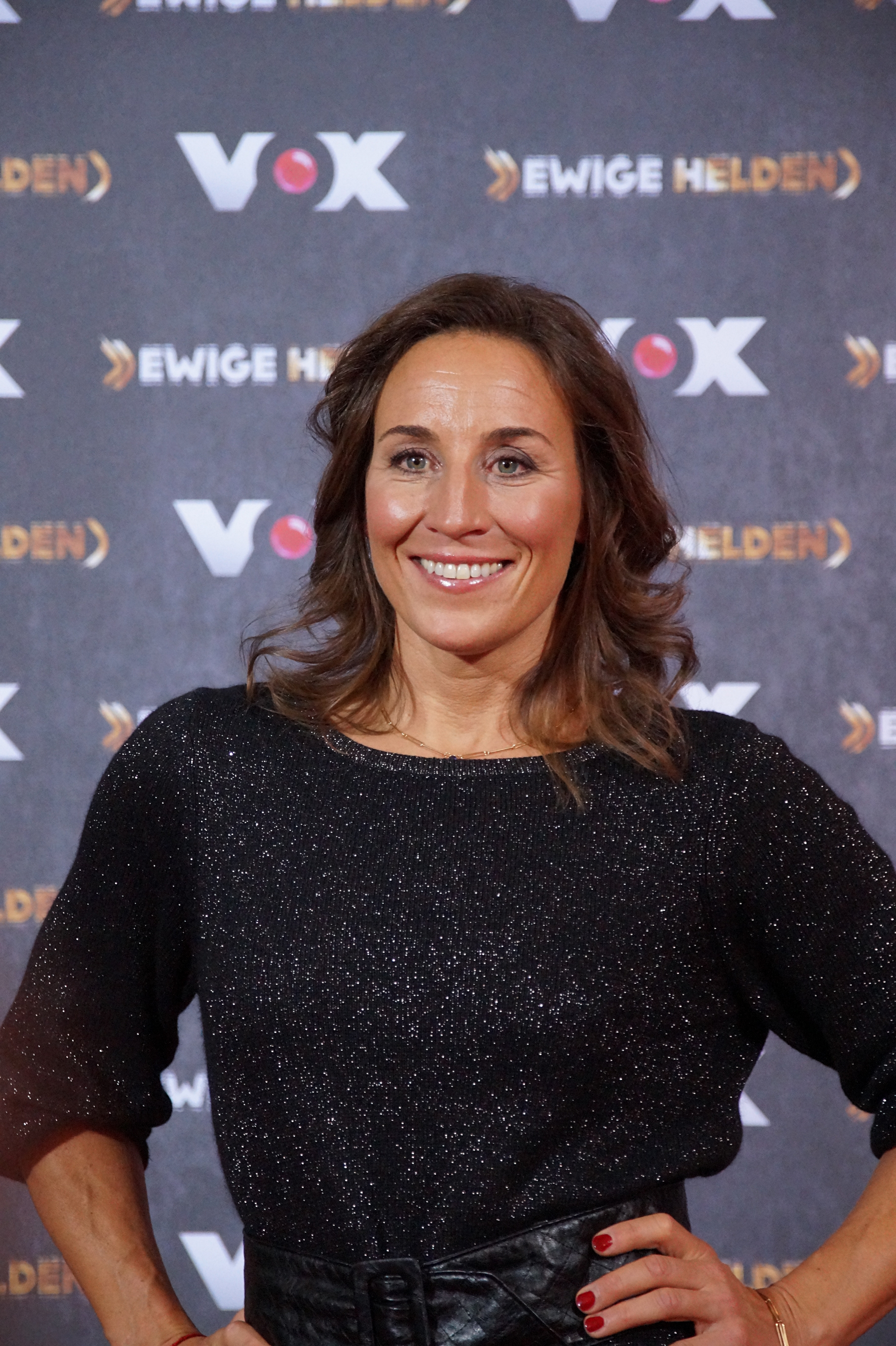
نیکولا توست در سال ۲۰۱۵

نیکولا توست (متولد ۳ مه ۱۹۷۷) یک اسنوبرد و قهرمان المپیک آلمان است. وی در بازی‌های المپیک زمستانی ۱۹۹۸ در ناگانو یک مدال طلا کسب کرد.